# Равикович, Далия

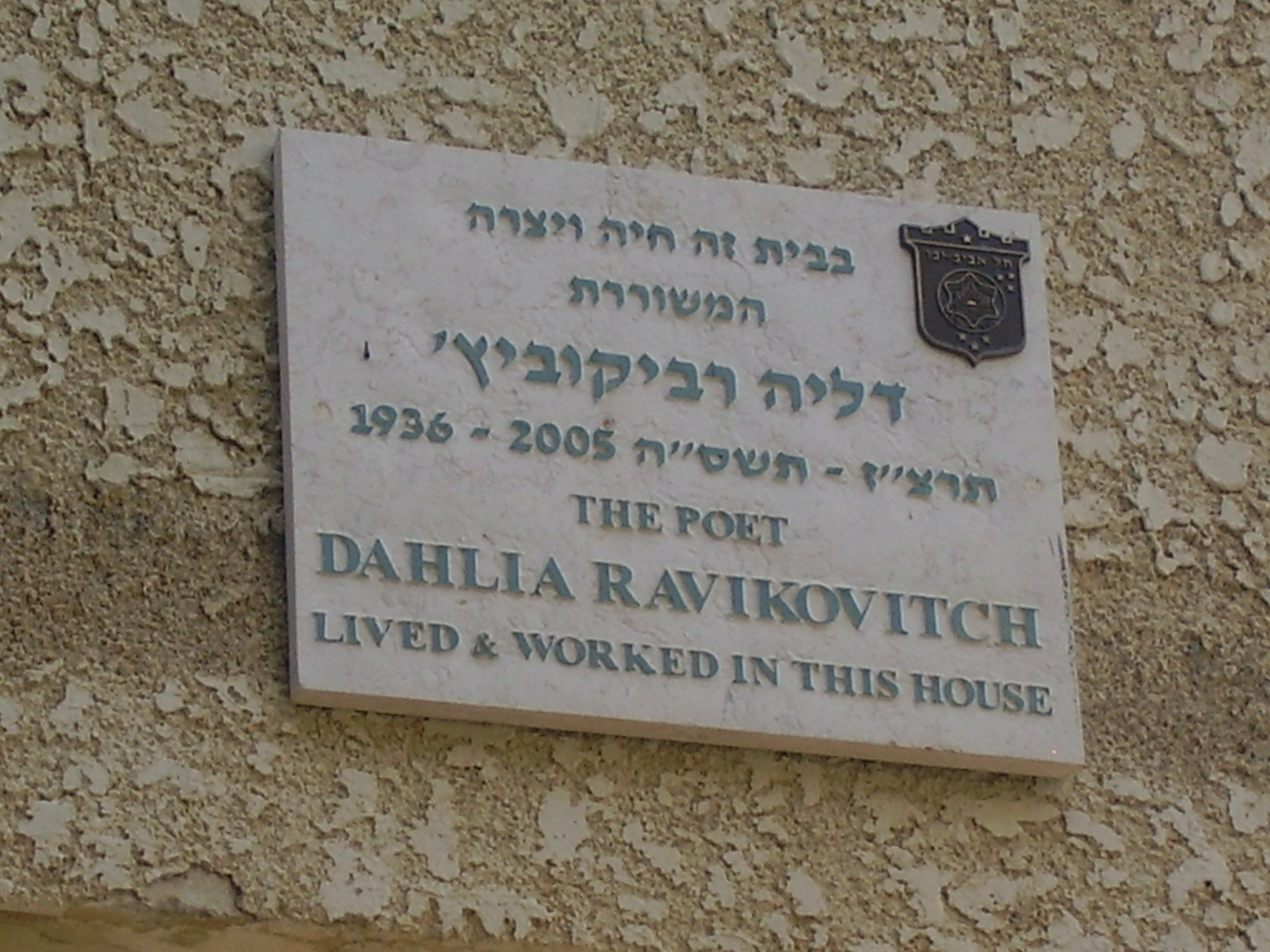
Мемориальная доска на доме Далия Равикович на улице Йоаш 6 в Тель-Авиве

Да́лия Равико́вич (17 ноября 1936, Рамат-Ган, Палестина — 21 августа 2005, Тель-Авив, Израиль) — израильская поэтесса, общественная деятельница.

## Биография
Далия Равикович родилась в Рамат-Гане, Израиле 17 июня 1936 года. Её мать была внучкой раввина Шмуэля Хуминера — первого строителя окрестностей Иерусалима. Далия была старшей дочерью, в её семье кроме неё было двое братьев-близнецов. За три недели до её шестилетия её отец погиб в автомобильной аварии. После аварии семья переехала в кибуцу Гева. Далию постоянно унижинали в кибуце[что?] и в возрасте 13 лет она переехала жить в приемную семью в Хайфе, где училась в средней школе. Она была зачислена в армию, но спустя 8 месяцев была освобождена из-за проблем со здоровьем.
Равикович училась в Еврейском университете, преподавала в старших классах, однако так и не окончила учёбу.
Начала печататься в 1950 году. Первые стихи были напечатаны в журнале «Орлогин», главным редактором которого был известный поэт Авраам Шлёнский.
В 1972 году получила стипендию для изучения литературы в Оксфордском университете.
В 24 года вышла замуж за писателя Йосефа Бар-Йосефа, но спустя три месяца развелась. Два года спустя вышла замуж за Ицхака Ливни, три года спустя они развелись, но остались друзьями до конца её жизни. В 1978 году Равикович родила сына Идо от Хаима Калира, с которым прожила 13 лет.
Поэзия Далии была высоко оценена, и даже получила многочисленные литературные премии: премия имени Бялика (1987), премия имени Шлёнский, премия имени Бреннера, и премия премьер-министра Израиля для писателей на иврите (2005); В 1998 году она была удостоена государственной премии Израиля, а в 2000 году получила звание почётного доктора университета Хайфы.
У Далии вся жизнь связана с депрессией и выходом из неё. Это нашло своё отражение в её стихах про бурю в душе, начиная от огромных животных, участвующих в моральной и политической проблемах. Далия писала: «Моя маниакальная депрессия стабильна. Когда я в депрессии я ненавижу себя, я не вижу никого».
В последние годы своей жизни она страдала от тяжёлых приступов депрессии. 21 августа 2005 года Равикович была найдена мёртвой в своей квартире. В первоначальных сообщениях предполагалось, что причиной смерти было самоубийство, но вскрытие установило, что причиной были внезапные перебои в работе сердца.
Муниципалитет увековечил память Далии мемориальной доской, помещенной на передней части дома на улице Йоаш, 6.
22 ноября 2013 года была представлена скульптура «Столп Средиземноморья» в парке Тель-Авива, посвящённой Далии Равикович.

## Творчество
Первые стихи появились в пятидесятых годах в трудах поэта Авраам Шлёнский «Часы». Шлёнский вначале не признавал её заслуг в поэзии.
С выпуском первых двух книг поэзии её интенсивно продвигает суровый критик Барух Курцвейл, который изучал литературу в средней школе. В своей первой книге «Любовь золотое яблоко» Курцвейл написал:
«Даля Равикович владеет лирическим тоном. Ей не нужен модернистский двойник моды. Её стихи — неотъемлемая часть поэтического реализма (…) Эти стихи превышают значение поэтических песен, оригинальность и подлинность десятков».
Курцвейл в трактате «Одно из самых важных открытий» так писал про вторую книгу Дали:
«Стихи Дали, несомненно, является одними из самых красивых песен о любви, написанные в последние годы, они такие женственные и нежные».
Некоторые из стихов Дали были воспеты в популярных песнях.
Самуэль Авнери так описывает отражение её страданий:
«Уже в этом первом сборнике стихов есть тема страданий. Эти травмы, связанные с беззаветной любовью, абортами. В стихах Дали чувствуется глубокий экзистенциальный рецидив депрессии».
В своей книге «Хайфа: Город ступеней» литературный критик Нили Голд утверждает, что Хайфа и её пейзаж имеют решающее значение для понимания ранней поэзии Равикович.
Её последняя книга — «Пришёл и ушёл», опубликованная в 2005 году, содержит рассказы, касающиеся глав её жизни. Эти рассказы уникальная форма выражения «сухих» фактов. Их уникальность заключается в отношениях, которые они имеют индивидуальное воплощение и позволяют читателю ощутить иронию и самоиронию автора.
Стихи Равикович переведены на 21 язык, в том числе и на русский.

## Публикации на русском языке
- Я себя до конца рассказала (стихи). Иерусалим: Библиотека Алия, 1981[2]